# 47-мм гармата QF 3-pounder Vickers
47-мм швидкострільна гармата QF 3-pounder Vickers (англ. Ordnance QF 3-pounder Vickers) — британська універсальна швидкострільна гармата часів Першої світової війни. Артилерійська система QF 3-pounder виробництва компанії Vickers Limited була прийнята на озброєння Королівського ВМФ Великої Британії у 1905 році й спочатку використовувалась як допоміжна корабельна артилерія на крейсерах та есмінцях, а згодом як зенітне корабельне озброєння бойових кораблів різного типу. За своїми характеристиками переважала подібну 47-мм швидкострільну гармату Гочкіса. В окремих випадках використовувалась як допоміжна корабельна артилерія та зенітна артилерія у роки Другої світової війни.

## Використання гармат
Перше замовлення на виробництво 147 гармат надійшло компанії Vickers Limited у 1904. Спочатку 47-мм швидкострільні гармати призначалися для установки на крейсери і великі кораблі в ролі протимінних гармат. Пізніше QF 3-pounder Vickers стали встановлювати на кораблі меншого розміру. Серійне виробництво QF 3-pounder Vickers велося в період 1905—1936 років на британських заводах Vickers. Всього було вироблено 600 гармат.
До 1911 року на озброєнні кораблів перебувало 193 гармат цього типу, але вони не стали стандартним озброєнням у Королівському флоті. У 1915 році, в ході Першої світової війни, гармати QF 3-pounder Vickers були визнані неефективними і демонтовані з більшості кораблів, частина з них були використані як берегова артилерія. У міжвоєнні роки артилерійські системи використовувалися для озброєння річкових кораблів і катерів.
У післявоєнні роки 47-мм гармати QF 3-pounder Vickers встановлювали на малі кораблі й на річкові судна. До 1927 року як мінімум 62 гармати були перероблені на зенітні гармати сухопутних військ, що використовувалися і під час Другої світової війни. З метою експерименту одна така гармата навіть була встановлено на дослідний зразок важкого танка A1E1 «Індепендент».

### Список кораблів
Гармати QF 3-pounder Vickers використовувалися на багатьох типах військових кораблів різних флотів, зокрема:
Королівського флоту Великої Британії
- Лінійні кораблі типу «Беллерофон»
- Лінійні кораблі типу «Сент-Вінсент»
- «Нептун»
- Лінійні кораблі типу «Колоссус»
- Лінійні кораблі типу «Кінг Джордж V» (1911)
- Лінійні кораблі типу «Оріон»
- Лінійні кораблі типу «Айрон Дюк»
- «Ерін»
- Лінійні кораблі типу «Квін Елізабет»
- Лінійні кораблі типу «Рівендж»
- Бронепалубні крейсери типу «Веймут»
- Бронепалубні крейсери типу «Герцог Единбурзький»
- Панцерні крейсери типу «Воріор»
- Легкі крейсери типу «C»
- Легкі крейсери типу «Таун» (1910)
- Легкі крейсери типу «Аретюза» (1913)
- Крейсери-скаути типу «Бодицея»
- Крейсери-скаути типу «Блонд»
- Крейсери-скаути типу «Ектів»
- Монітори типу «Горгон»
- Монітори типу «Маршал Ней»
- Монітори типу «Лорд Клайв»
- Ескадрені міноносці типу «Бігл»
- Шлюпи типу «Флавер»
- Шлюпи типу «Грімсбі»

Королівського флоту Італії
- Броненосні крейсери типу «Піза»
- Броненосні крейсери типу «Сан-Джорджо»
- Бронепалубні крейсери типу «Кампанія»

Королівського флоту Іспанії
- Лінійні кораблі типу «Еспанья»
- Крейсери типу «Альміранте Сервера»

ВМС Чилі
- «Альміранте Латоре»